# Национальный музей Рима
Национальный римский музей (итал. Museo Nazionale Romano) — один из крупнейших музеев города Рима. Открылся в 1889 году; располагает одним из богатейших собраний античного искусства: скульптур, рельефов, мозаик и фресок.

## История создания
Музей основан в 1889 году и открыт в 1890 году. Главной задачей правительство Италии считало собрать воедино и продемонстрировать археологические материалы, обнаруженные во время раскопок и раскрывающие историю страны после создания единого итальянского государства в ходе Рисорджименто в 1861 году и объединения Рима с Королевством Италия в 1870 году.
Основу собрания будущего музея составила коллекция Афанасия Кирхера, немецкого учёного, монаха ордена иезуитов, профессора математики и востоковедения Папского университета «Collegium Romanum» (Римский колледж). Кирхер, наряду с прочим, занимался археологическими исследованиями и основал в Риме в 1651 году кабинет редкостей, разросшийся до музея, получившего название Кирхерианум. Музей Кирхера размещался в помещениях иезуитского колледжа (Collegio Romano), основанного в качестве Института иезуитов (Compagnia di Gesù) при церкви Сант-Иньяцио. Коллекция была национализирована в 1874 году после упразднения Общества Иисуса в 1773 году. Переименованное в Королевский музей, собрание Кирхера планировали переместить в Музей острова Тиберина (Museo Tiberino) в центре Рима, строительство которого так и не было завершено.
Другую часть будущего собрания составил Музей Пигорини, основанный в 1876 году выдающимся археологом и этнографом Луиджи Пигорини.
В 1901 году к музею присоединили приобретённую итальянским государством коллекцию виллы Людовизи. Сначала все экспонаты находились в помещении бывшего монастыря на территории Терм Диоклетиана. В 1903—1907 годах инспектором Доисторического этнографического музея и Музея Киркериано был выдающийся историк и археолог Роберто Парибени. В 1889 году все этнографические коллекции объединили, а в 1890 году создали единый Римский национальный музей (Museo Nazionale Romano), реорганизованный в 1911 году в связи с Археологической выставкой.
В 1913 году бывшие коллекции Музея Киркериано распределили между музеями, созданными в предыдущие десятилетия: Национальным римским музеем, Национальным этрусским музеем Вилла Джулия (создан в 1889 году) и военно-историческим Музеем Кастель Сант-Анджело (Museo Nazionale di Castel Sant’Angelo; создан в 1901 году). Музей Пигорини позднее перевели в Квартал Всемирной выставки: E.U.R. в южной части Рима.
В 1990 году с целью восстановления знаменитых коллекций в прежнем составе их выдающихся собирателей была проведена реформа Национального музея и его собрание рассредоточили по разным дворцам.

## Коллекции

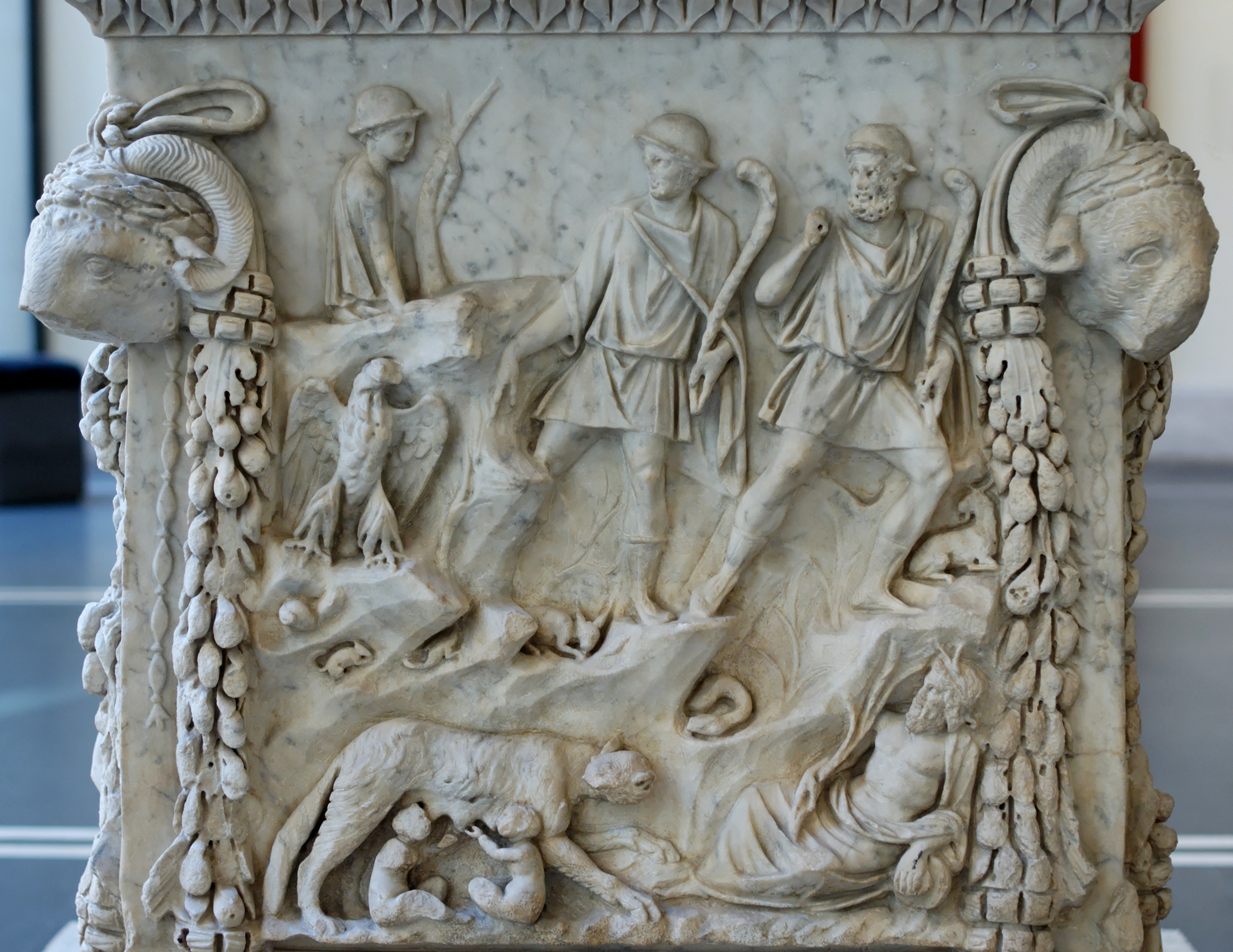
Алтарь из Остии в Палаццо Массимо

- В античных термах Диоклетиана, переоборудованных по случаю Международной художественной выставки 1911 года, сохранились пространства залов, которые не были перестроены в церковь в Санта-Мария-дельи-Анджели-э-дей-Мартири. В 1930-х годах в этих залах разместили эпиграфический и протоисторический разделы музея, представлены коллекции надписей и скульптур, а также большая археологическая экспозиция по истории древнего Рима. В квадратном саду кьостро бывшего картезианского монастыря установлена античная мраморная ваза, действует фонтан с мраморными дельфинами, в окружающих галереях экспонируются античные рельефы, архитектурные детали, надгробные стелы и другие древние артефакты.
- Палаццо Массимо алле Терме. Дворец, расположенный рядом с бывшими термами Диоклетиана, был приобретён итальянским государством в 1981 году. В 1998 году большая часть помещений трёх этажей дворца выделена под постоянную экспозицию Национального музея Рима, в которой разместили шедевры римской скульптуры из музея в термах Диоклетиана. В нём экспонированы античные саркофаги, фрагменты фресок из раскопок виллы Ливии (супруги императора Августа) из Прима-Порта, мозаики с виллы Фарнезина, демонстрируются знаменитые шедевры античной скульптуры: «Статуя Диадоха», бронзовая фигура Кулачного бойца, реконструкции статуи Дискобола работы Мирона, лежащая фигура Гермафродита, мраморный алтарь из Остии, бюсты, статуи римских богов, богинь и императоров. В музее хранятся коллекции античных и средневековых монет и драгоценностей[5].
- В Палаццо Альтемпс воссоздана бо́льшая часть уникальной коллекции произведений античного искусства, собранной представителями нескольких поколений семьи Людовизи: более сотни античных скульптур эллинистического и римского периодов. Среди них группа «Орест и Электра», «Арес Людовизи», огромная голова Геры, которую И. В. Гёте считал одним из лучших произведений античности и своей «первой любовью в Риме»[6], знаменитый Трон Людовизи, а также другие статуи, рельефы, мозаики, росписи
- В крипте Бальби с 2001 года экспонируются материалы археологических раскопок и представлена история развития города Рима в эпоху поздней античности и раннего средневековья. Основная экспозиция расположена на трёх этажах здания. Она посвящена истории и стратиграфии городского пространства на примере одного римского квартала. В подвальном этаже можно увидеть стены крипты Бальби и портика Минуция Фрументария, цистерну эпохи Домициана, экседру крипты, митреум и другие элементы античной и средневековой застройки. В музее также экспонируются фрагменты фресок раннехристианского периода.

## Галерея

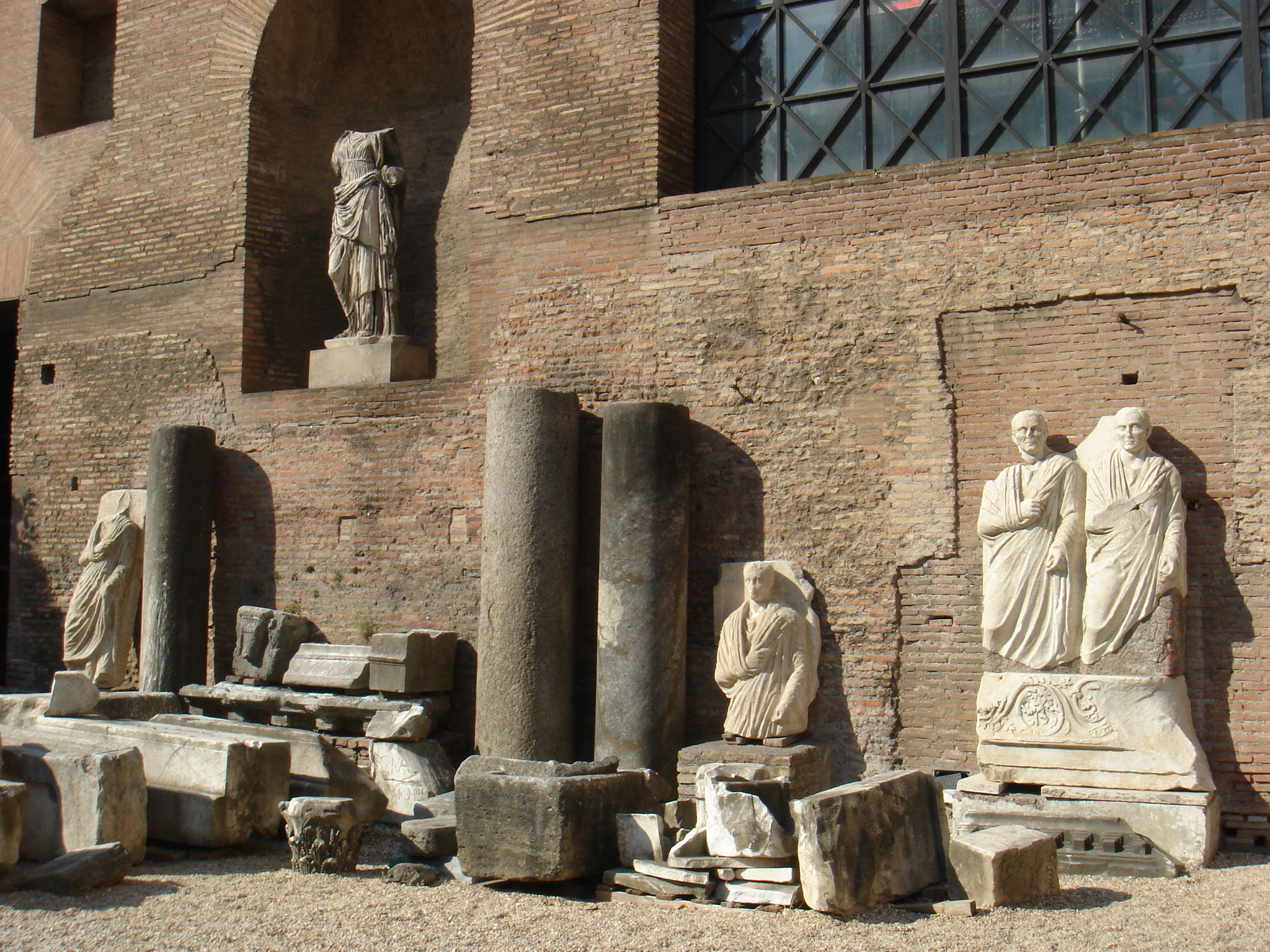
Фрагмент экспозиции у наружных стен терм Диоклетиана
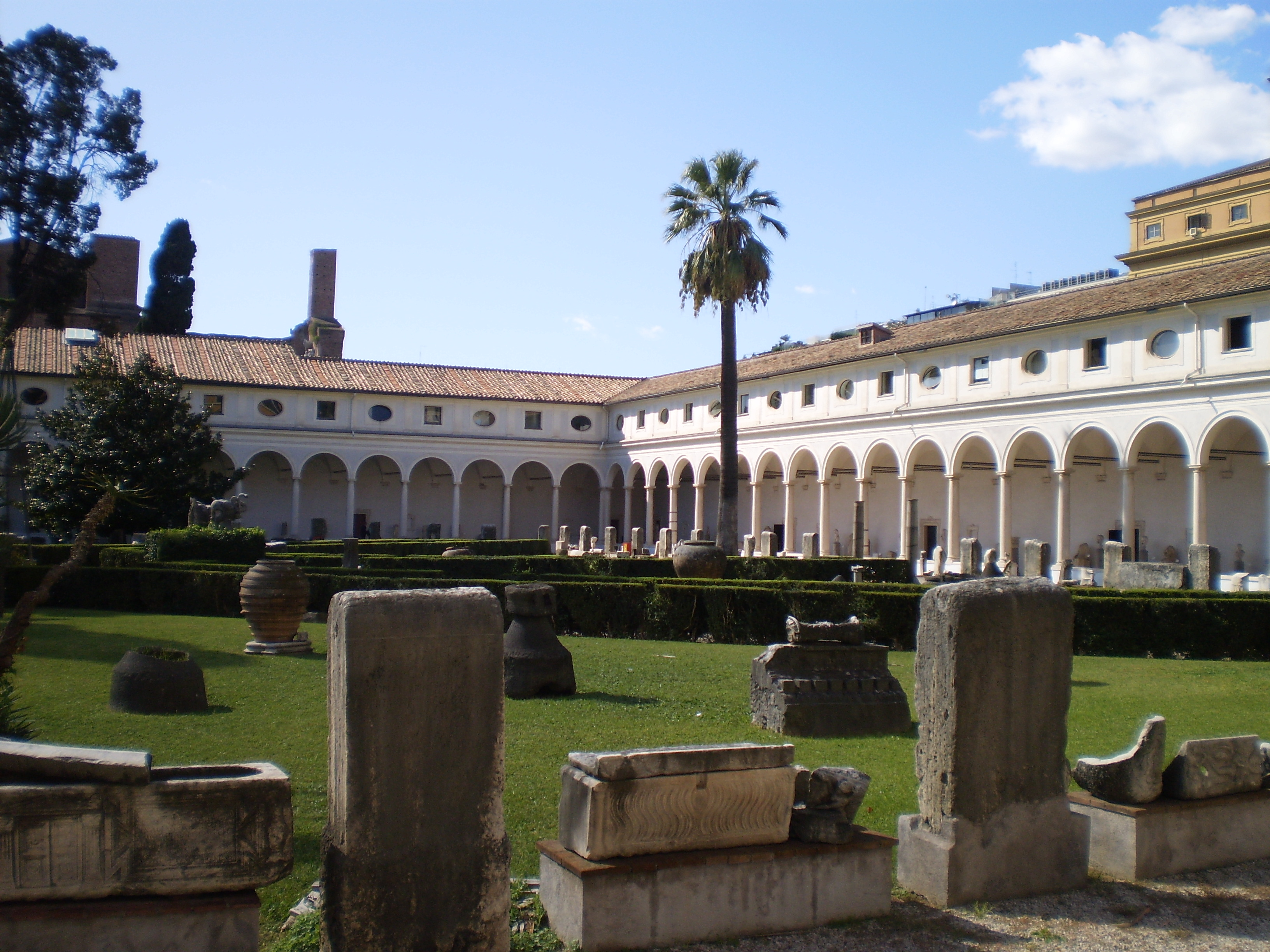
Кьостро бывшего картезианского монастыря в музее Терм Диоклетиана
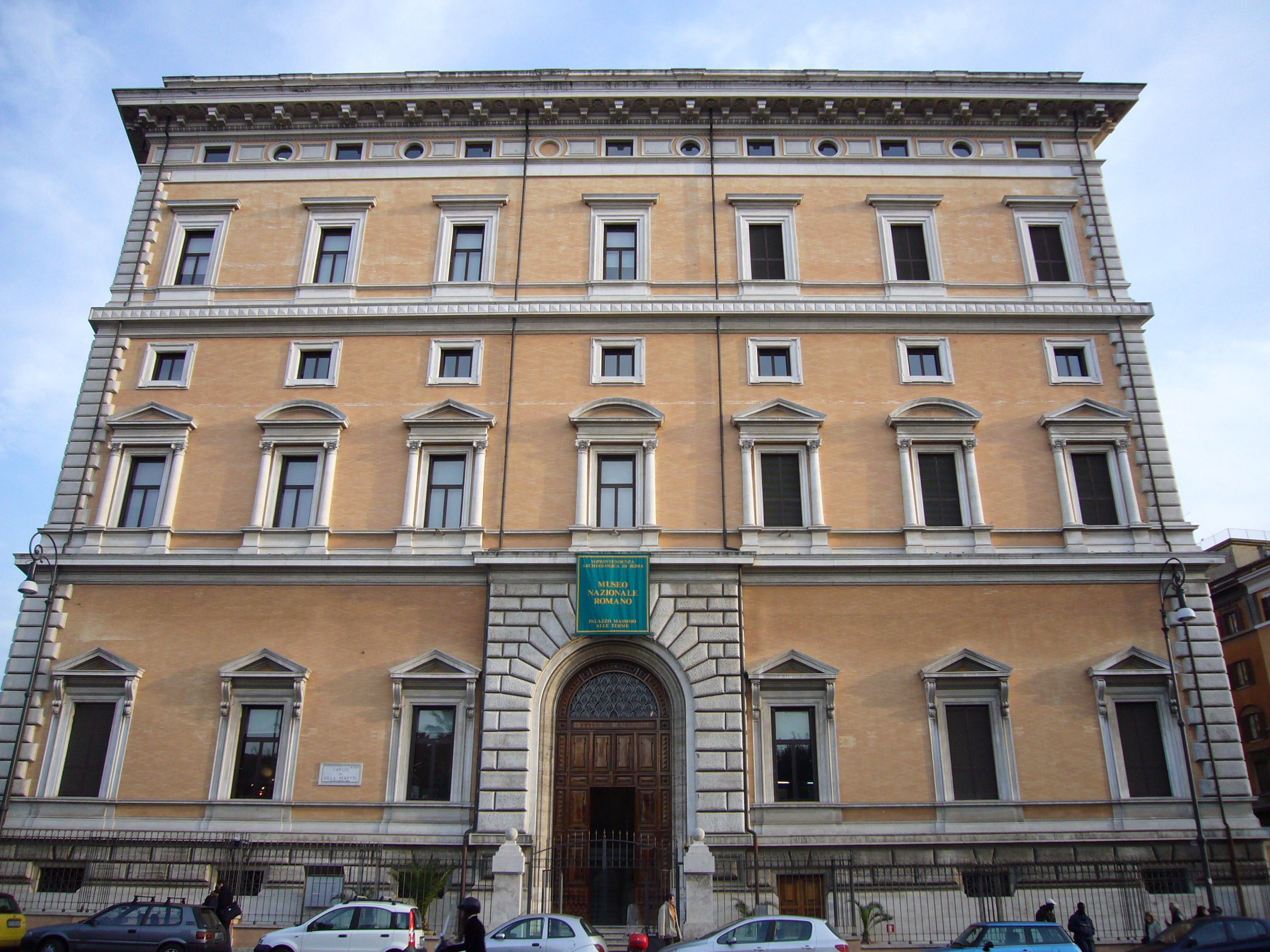
Здание музея Палаццо Массимо алле Терме
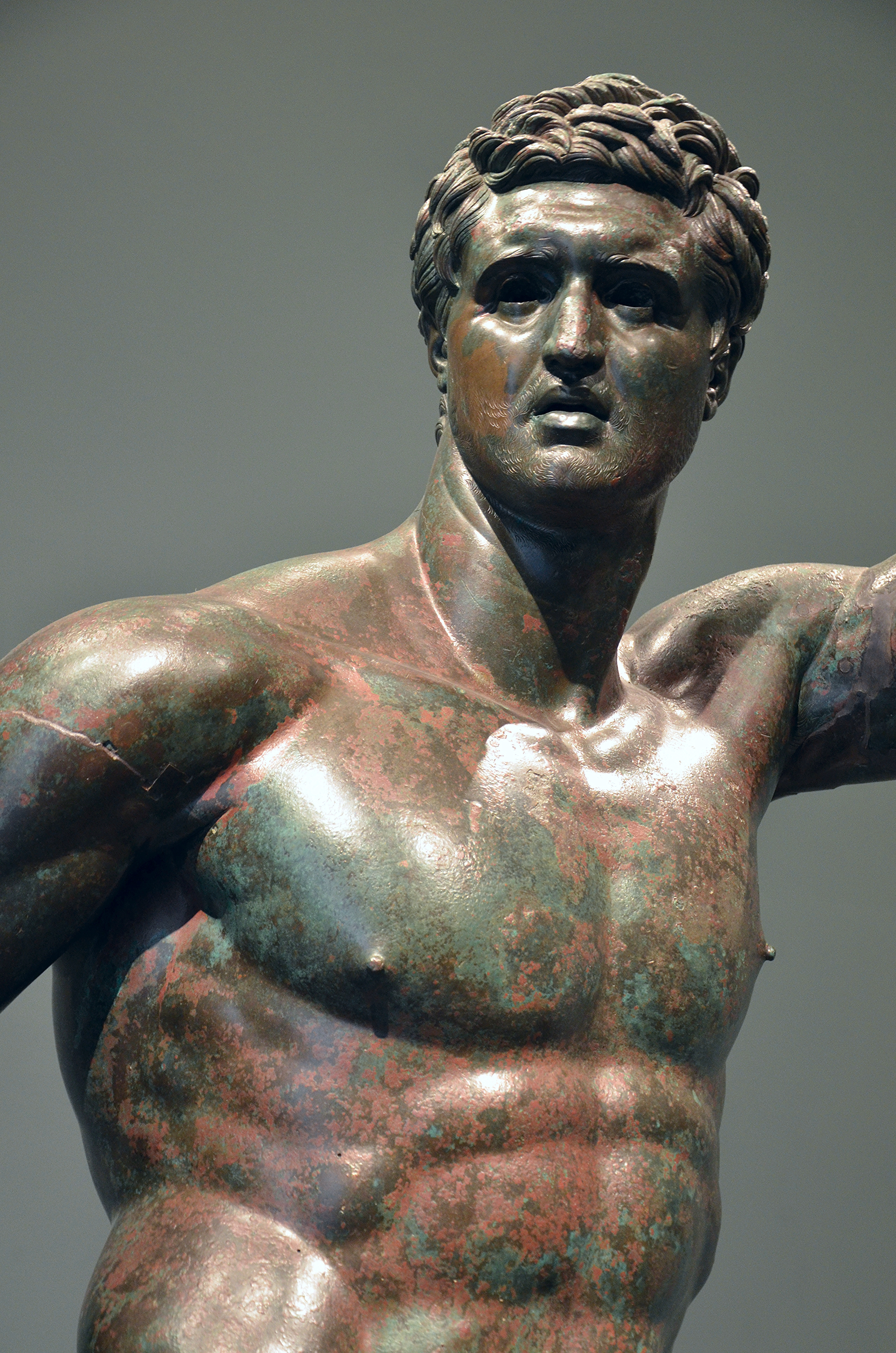
Бронзовская скульптура Диадоха II в. до н.э. в собрании музея Палаццо Массимо. Деталь
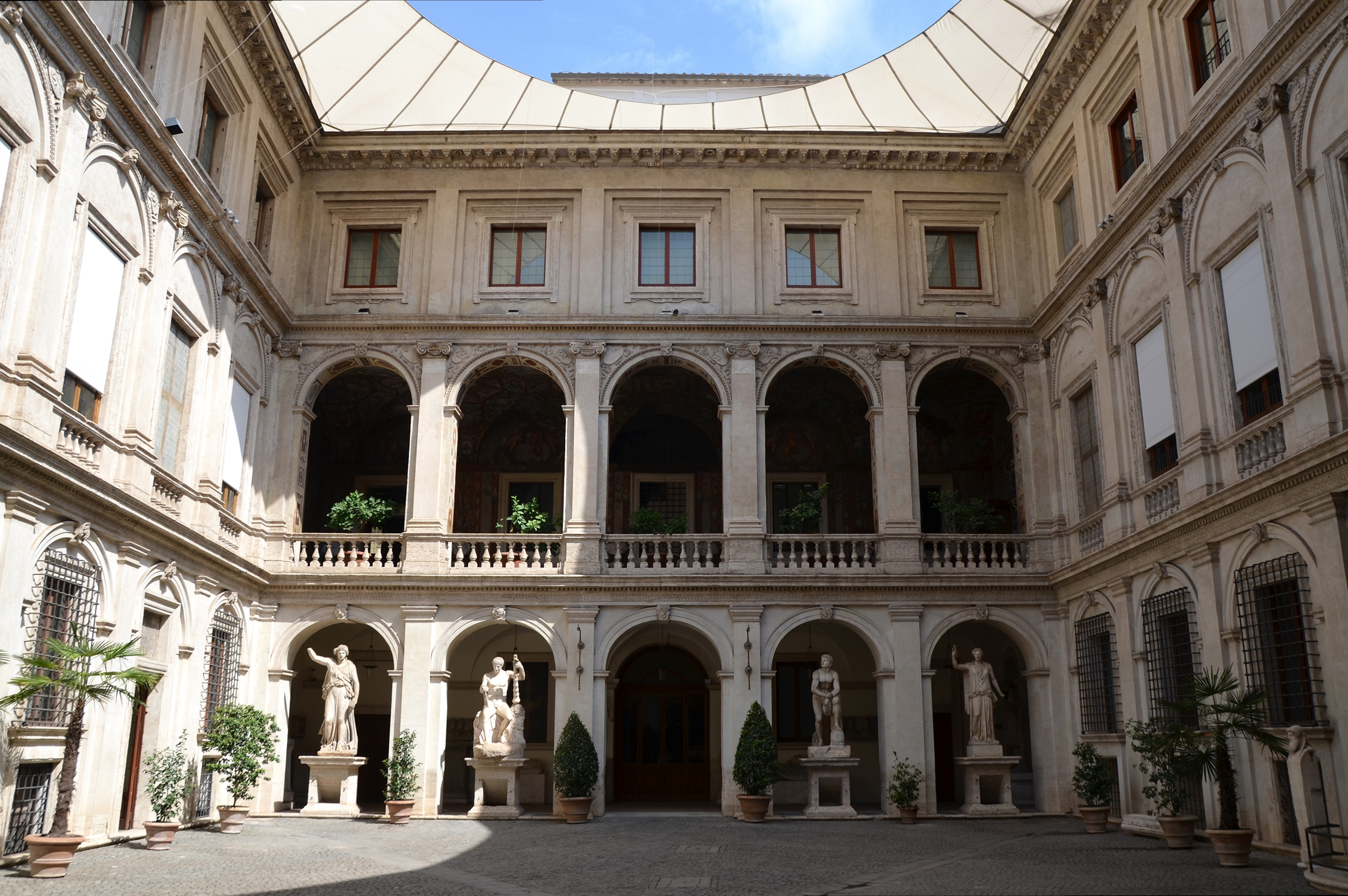
Внутренний двор музея Палаццо Альтемпс
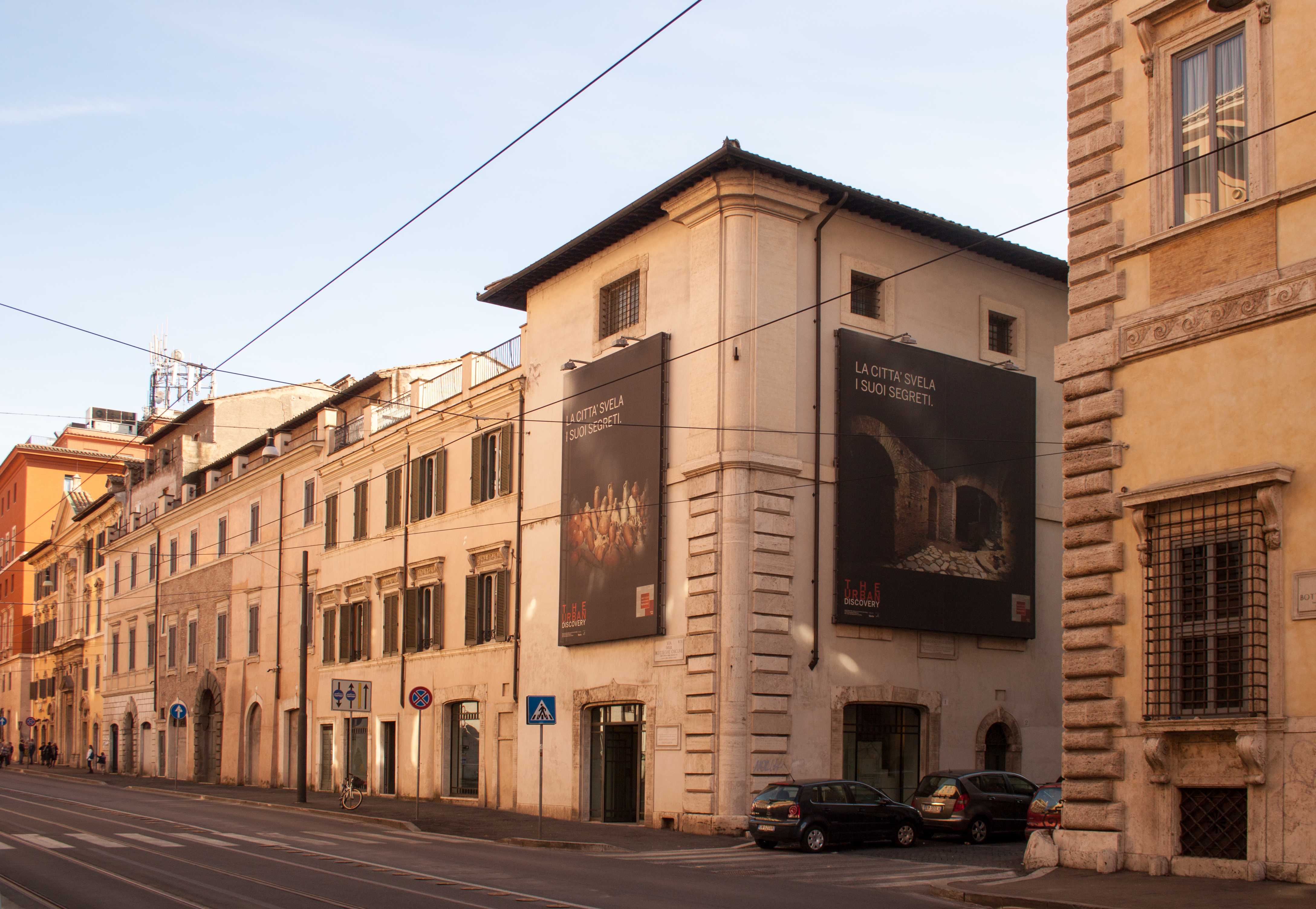
Музей Крипта Бальби
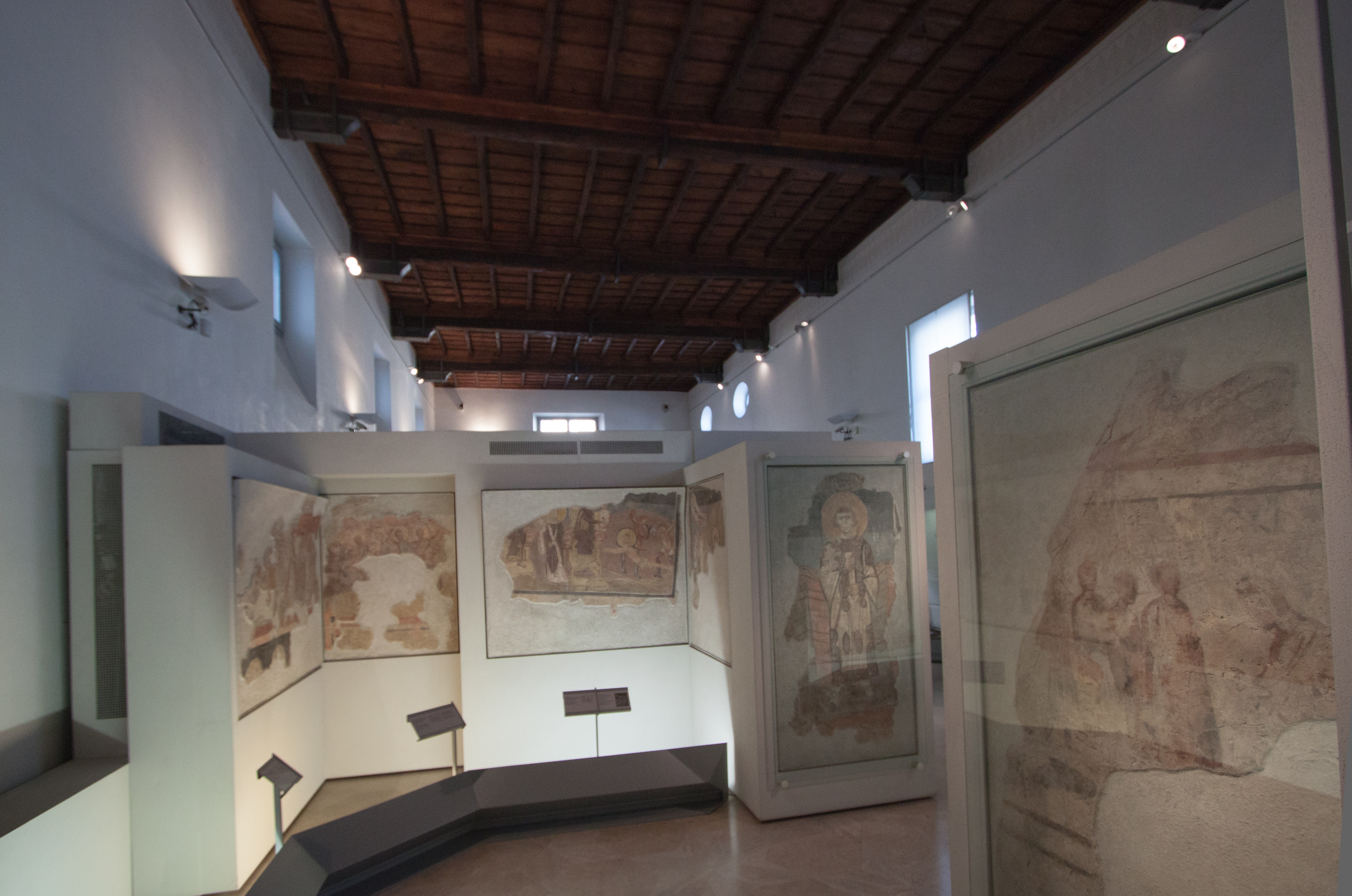
Музей Крипта Бальби. Экспозиция зала средневековых фресок